# Anna Karenina (film fra 1920)
 For alternative betydninger, se Anna Karenina (flertydig). (Se også artikler, som begynder med Anna Karenina)
Anna Karenina er en tysk stumfilm fra 1920 af Frederic Zelnik.

## Medvirkende
- Lya Mara som Anna Karenina
- Johannes Riemann som Vronski
- Heinrich Peer som Staatsrat Karenin
- Rudolf Forster som Ljevin
- Olga Engl som Furstin Sherbatzki